# Lescop
Mathieu Peudupin, dit Lescop ou parfois Mathieu Lescop, est un chanteur français de pop-rock et de cold wave, né le 2 novembre 1978 à Châteauroux. Il a été le chanteur du groupe Asyl.

## Biographie

### Avec Asyl
En 1995 se forme à La Rochelle le groupe Asyl ; Lescop en est fan, et devient le chanteur et parolier du groupe. Après plusieurs années de balbutiements Asyl signe en 2004 sur le label Because Music, puis sillonne la France de concert en concert.

### Lescop
À la suite de l'essoufflement d'Asyl, vers 2009/2010 Mathieu Lescop commence à travailler sur de nouvelles chansons qu'il prévoit d'enregistrer en solo, son ami Johnny Hostile, français expatrié à Londres, assurant la production. Fin 2010 Mathieu fait la rencontre de Gaël Étienne, multi-instrumentiste qui participe à l'enregistrement et à l'arrangement de nombreux morceaux. Après de nombreuses sessions d'enregistrement entre 2009 et 2011 sort sur le web le clip de la chanson La Forêt réalisé par Jehnny Beth, compagne de Johnny Hostile qui forment le groupe John & Jehn (en)). Johnny et Jehnny créent le label Pop Noire, sur lequel Lescop est le premier artiste signé. Lescop publie un EP en 2011, puis un premier album homonyme en octobre 2012. Mathieu déclare avoir choisi le nom de Lescop en hommage à son arrière-grand-mère bretonne.

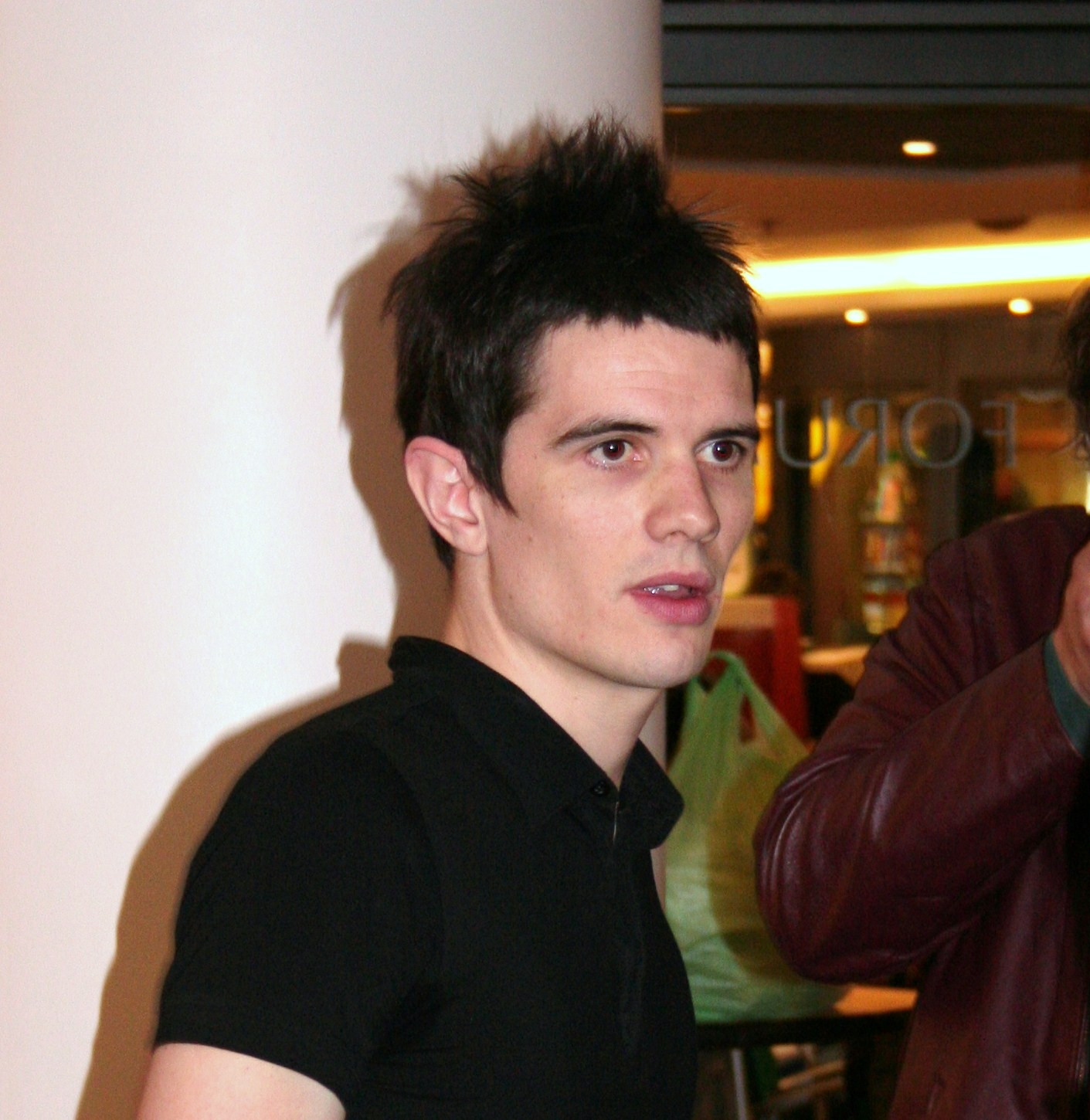
Mathieu Peudupin, dit Lescop. 2006

## Discographie

### Collaborations
1. Les Portes du soir, pour le groupe Indochine sur l'album Alice et June (Mathieu Peudupin-Nicola Sirkis/Olivier Gérard-Nicola Sirkis-Marc Éliard)
2. Traffic Girl, pour le groupe Indochine sur l'album Black City Parade (Nicola Sirkis-Lescop/Olivier Gérard-Nicola Sirkis)

## Filmographie
- 2016 : Sex Doll de Sylvie Verheyde : le chanteur du bar
- 2021 : Playlist de Nine Antico : François, l'auteur de bande dessinée